# Bobby Gillespie
Bobby Gillespie, né Robert Gillespie le 22 juin 1961 à Glasgow, est un musicien écossais, chanteur de Primal Scream et premier batteur de The Jesus and Mary Chain.